# Ендрю Вілсон
Ендрю Лівінгстон Вілсон (англ. Andrew Wilson; нар. 15 жовтня 1961, Камбрія) — британський політолог, старший науковий співробітник Європейської ради з міжнародних відносин, професор українських досліджень в Школі слов'янських та східноєвропейських досліджень Університетського коледжу Лондона.

## Життєпис
Ендрю Вілсон — експерт з політики країн «європейського сусідства», зокрема України, Росії та Білорусі.
Володіє українською, російською, розмовною французькою та деякою мірою білоруською мовами.
Почесний член Королівського інституту міжнародних відносин.

## Праці
- 1994 — «Україна: Перебудова до незалежності», у співавторстві з Тарасом Кузьо (Ukraine: Perestroika to Independence. New York, St. Martin's Press, 1994, xiv, 260p. ISBN 0-312-08652-0)
- 1996 — «Український націоналізм у 1990-х: віра меншості» (Ukrainian Nationalism in the 1990s: A Minority Faith. Cambridge University Press, 1996, xvii, 300p. ISBN 0-521-48285-2 ISBN 0-521-57457-9)
- 2000 — «Українці: несподівана нація» [Архівовано 13 грудня 2017 у Wayback Machine.] (The Ukrainians: Unexpected Nation. — Yale University Press, 2000, xviii, 366p. ISBN 0-300-08355-6)
- 2005 — «Помаранчева революція в Україні» (Ukraine's Orange Revolution. — Yale University Press, 2005, ISBN 0-300-11290-4)
- 2005 — «Віртуальна політика: підроблена демократія у пострадянському світі» (Virtual Politics: Faking Democracy in the Post-Soviet World. — Yale University Press)
- 2012 — «Білорусь: остання європейська диктатура» (Belarus: The Last European Dictatorship. Yale University Press, 2012, ISBN 978-0-300-13435-3) (new edition 2021 року: New Haven, London: Yale University Press – 384 с. — ISBN 978-0-300-25921-6)
- 2014 — «Українська криза: що це значить для Заходу?» (Ukraine Crisis: What it Means for the West, Yale University Press, 2014, ISBN 978-0-300-21159-7)